# Casa ad alveare

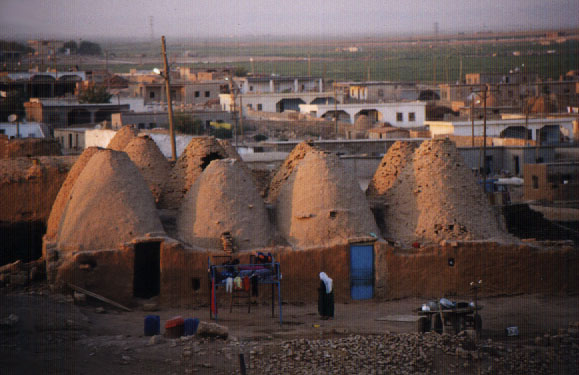
Case ad alverare ad Harran

Una casa ad alveare è un edificio costituito da un cerchio di pietre sormontato da un tetto a cupola. Il nome deriva dalla somiglianza nella forma ad un alveare di paglia.
Gli antichi bantu usavano questo tipo di casa, che era fatta con fango, pali e sterco di vacca. I primi coloni europei nella regione del Karoo in Sud Africa costruirono strutture simili note come case a sbalzo. Queste strutture imbiancate sono descritte come muri a secco disposti su una pianta circolare, con ogni anello successivo più piccolo e leggermente incurvato sul percorso sottostante in modo da ottenere alla fine una forma conica.
Le case alveare sono alcune delle più antiche strutture conosciute in Irlanda e Scozia, risalenti al 2000 a.C. circa e alcune erano ancora in costruzione fino al XIX secolo in Puglia (Italia sud-orientale). Queste case sono chiamate trulli mentre le sue versioni preistoriche sarde erano chiamate nuraghi.
Nella città di Harran in Turchia ci sono delle case che imitano l'architettura dell'alveare e che esistono ancora oggi. Si dice che le strutture, che sono raggruppate insieme come una colonia di termiti, siano state costruite come coni senza finestre perché è l'unico modo per ottenere un tetto senza utilizzare il legno.